# فرودگاه بولگان
فرودگاه بولگان (به انگلیسی: Bulgan Airport) یک فرودگاه نظامی و همگانی با کد یاتا UGA است که یک باند فرود چمن دارد و طول باند آن ۱۹۰۰ متر است. این فرودگاه در شهر بولگان کشور مغولستان قرار دارد و در ارتفاع ۱۲۹۱ متری از سطح دریا واقع شده است.

## شرکت‌های هواپیمایی و مقصدهای پروازی
| شرکت‌های هواپیمایی      | مقصدهای پروازی           |
| ---------------------- | ------------------------ |
| آئرو مغولستان          | اولانگوم                 |
| میات مونگولین ایرلاینز | خاود، مورون، بویانت-اوخا |